# アレクサンドル・ド・ボアルネ
アレクサンドル・フランソワ・マリー、ボアルネ子爵（1760年5月28日 - 1794年7月23日）は、フランス革命の間、フランスの政治家であり将軍である。彼は、後にナポレオン・ボナパルトと結婚し、第一帝政においてフランス皇后となったジョゼフィーヌ・ド・ボアルネの最初の夫だった。ボアルネは恐怖政治の最中にギロチンによって処刑された。

## 家族
ボアルネは、マルティニーク島のフォールドロイヤル（現在のフォールドフランス）で生まれた。 1779年12月13日、パリで、彼はジョゼフィーヌ・ド・ボアルネと結婚した。二人には、ウジェーヌ（1781 – 1824）とオルタンス（1783 – 1837）の2人の子供がいた。

## キャリア
ボアルネはアメリカ独立戦争でルイ16世の軍隊で戦った。彼は後に三部会の貴族の代表を務め、1791年6月19日から7月3日までと1791年7月31日から8月14日まで憲法制定国民議会の議長を務めた。 1792年（フランス革命戦争中）に将軍になり、1793年6月に戦争大臣になること政府から要請されたが、拒否した。

## 死
1794年3月2日、保安委員会は彼の逮捕を命じた。彼は 1793年の包囲中にマインツを十分に防御しなかったと非難され、王党派と見なされた彼は、カルム監獄に投獄され、恐怖政治中に死刑を宣告された。ジョゼフィーヌも1794年4月21日に同じ監獄に投獄されたが、彼女は3か月後に釈放された。ボアルネは、従兄弟のオーガスティンと一緒に、ロベスピエールの処刑のわずか5日前に、パリのコンコルド広場でギロチンで処刑された。